# اسکندر (تبریز)
اسکندر یکی از روستاهای استان آذربایجان شرقی است که در دهستان میدان‌چای بخش مرکزی شهرستان تبریز واقع شده‌است.این روستا 1400 نفر جمعیت دارد.